# Iliny
Iliny é um município da Hungria, situado no condado de Nógrád. Tem 6,46 km² de área e sua população em 2015 foi estimada em 166 habitantes.